# Gladiolus murielae
Gladiolus murielae Kelway è una pianta bulbosa della famiglia delle Iridacee.

## Descrizione
Le foglie sono lanceolate. I fiori sono bianchi e non sono profumati. Il bulbo è ovale ed è marrone.

I fiori e le foglie
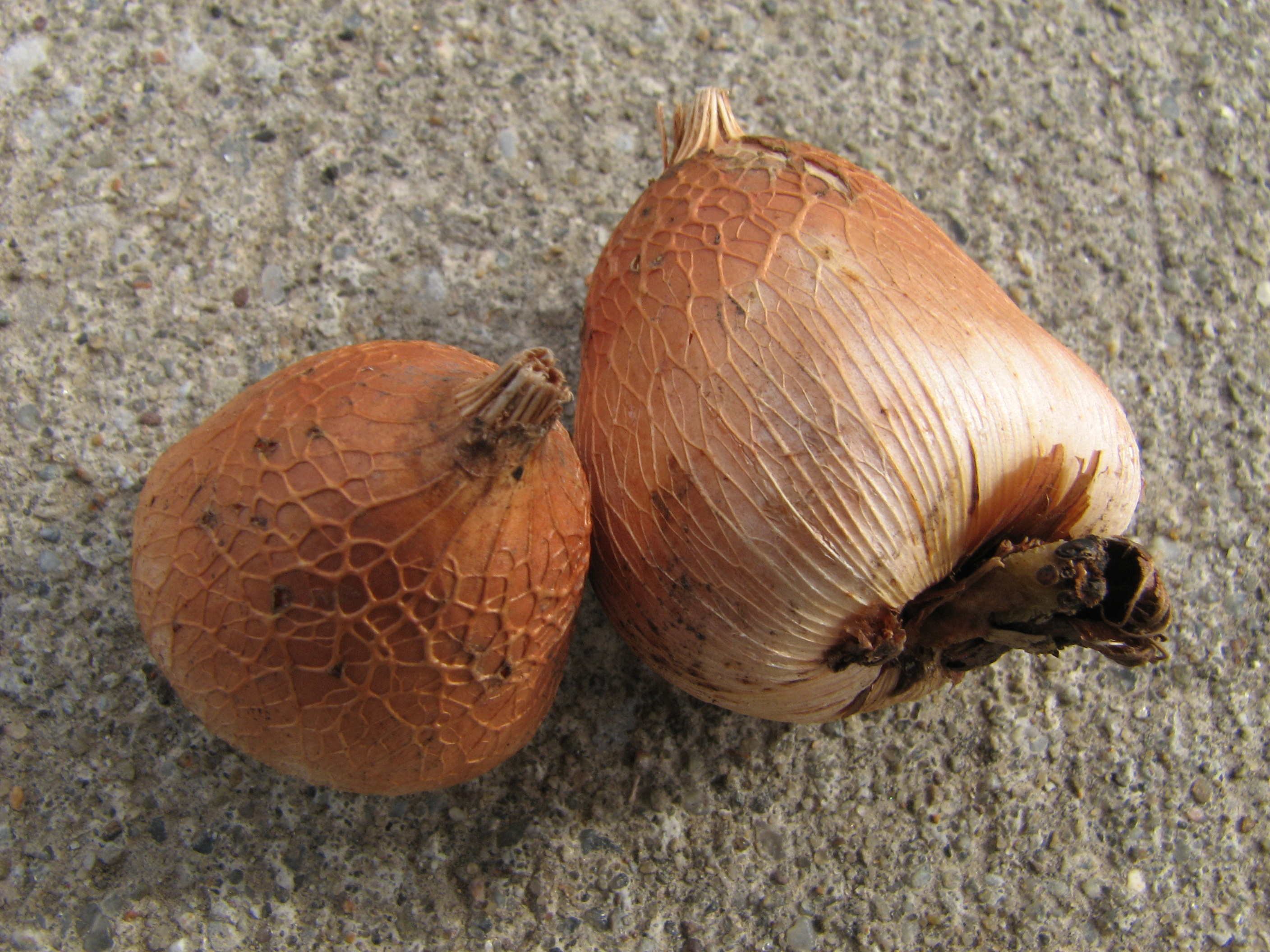
I bulbi

## Distribuzione e habitat
La specie è diffusa in Burundi, Ciad, Etiopia, Malawi, Mozambico e Tanzania.